# Sphaerocarpos berterii
Sphaerocarpos berterii là một loài rêu trong họ Sphaerocarpaceae. Loài này được Mont. mô tả khoa học đầu tiên năm 1838.
Danh pháp khoa học của loài này chưa được làm sáng tỏ. 